# One bike rule
De One bike rule (Eén motor regel) was een omstreden regel bij wegraces met motorfietsen.
Door deze regel mocht een Grand Prix-deelnemer in een raceweekend maar één motorfiets per klasse gebruiken. Hierdoor werd elke schade in de training een probleem voor het team. De regel was ingevoerd om de teams die slechts een motor konden betalen een eerlijke kans te geven.